# Växjö, Eksjö, Vimmerby och Borgholms valkrets
Växjö, Eksjö, Vimmerby och Borgholms valkrets var en egen valkrets med ett mandat vid riksdagsvalen till andra kammaren åren 1878–1884. Valkretsen omfattade städerna Växjö, Eksjö, Vimmerby och Borgholm men inte den omgivande landsbygden. Inför extravalet 1887 fördes Växjö till Växjö och Oskarshamns valkrets, Eksjö och Vimmerby till Eksjö, Västerviks och Vimmerby valkrets och Borgholm till Visby och Borgholms valkrets.

## Riksdagsman
- Abraham Rundbäck, c 1879–1882, nya c 1883-1884, lmp 1885-1887 (1879–1887)